# John Gruber
John Gruber (1973) è uno scrittore e blogger statunitense, progettista dell'interfaccia utente e l'inventore del formato di pubblicazione di Markdown.
Gruber è della zona di Philadelphia, Pennsylvania. Ha conseguito la laurea in scienze informatiche presso la Drexel University, poi ha lavorato per il software Bare Bones (2000-02) e Joyent (2005-06). Dal 2002 ha scritto e prodotto Daring Fireball, un blog focalizzato sulla tecnologia. Egli ospita un podcast correlato chiamato The Talk Show. Nel 2013, Gruber, Brent Simmons e Dave Wiskus hanno fondato la divisione Q, per sviluppare l'appunto Vesper notes.